# 錫蘭髮柄花
錫蘭髮柄花（学名：Trichopus zeylanicus），又名錫蘭毛柄花，其种加词“zeylanicus”意为“锡兰（现为斯里兰卡）的”。是生长在印度喀拉拉邦Agastya Koodam山脉的一种植物。数百年来，喀拉拉邦南部的甘尼部落一直在利用这种罕见的植物，其药用价值很高。
錫蘭髮柄花的药物效用是偶然发现的。1987年12月，某科学考察队在西高止山脉的Agasthiar山考察中發現。印度的热带植物园及研究所曾向当地一家制药公司发放许可证，允许其生产并销售錫蘭髮柄花的衍生产品。